# Selva di Fasano
Selva di Fasano is een plaats (frazione) in de Italiaanse gemeente Fasano.